# Avgust Ipavec
Avgust Ipavec, slovenski skladatelj in duhovnik, * 2. junij 1940, Gorica, Kraljevina Italija, † 3. oktober 2023, Dunaj, Avstrija.

## Življenjepis
Na Akademiji za glasbo v Ljubljani je leta 1974 končal študij kompozicije, na Teološki fakulteti v Ljubljani pa diplomiral že leta 1966. Podiplomo iz kompozicije je opravil na Dunajski visoki šoli za glasbo, v razredu prof. Alfreda Uhla. Ipavec je predvsem ustvarjalec programske glasbe in je najbolj znan po svojih zborovskih in oratorijskih delih.
4. decembra 2006 je prejel zlati častni znak Republike Avstrije.

## Dela
- Zlatorog (opera)
- Križev pot
- Missa populorum
- Fonte d'Amore (oratorij o sv. Frančišku Asiškem)
- Pusti peti moj'ga slavca (oratorij o pesniku Simonu Gregorčiču)
- Ad Missam in Agris (oratorij o sv. Benediktu in sv. Bernardu, 1998)
- Barve zelenega smaragda (simfonična pesnitev posvečena prvi svetovni vojni, posebej soški fronti)